# Причальні споруди

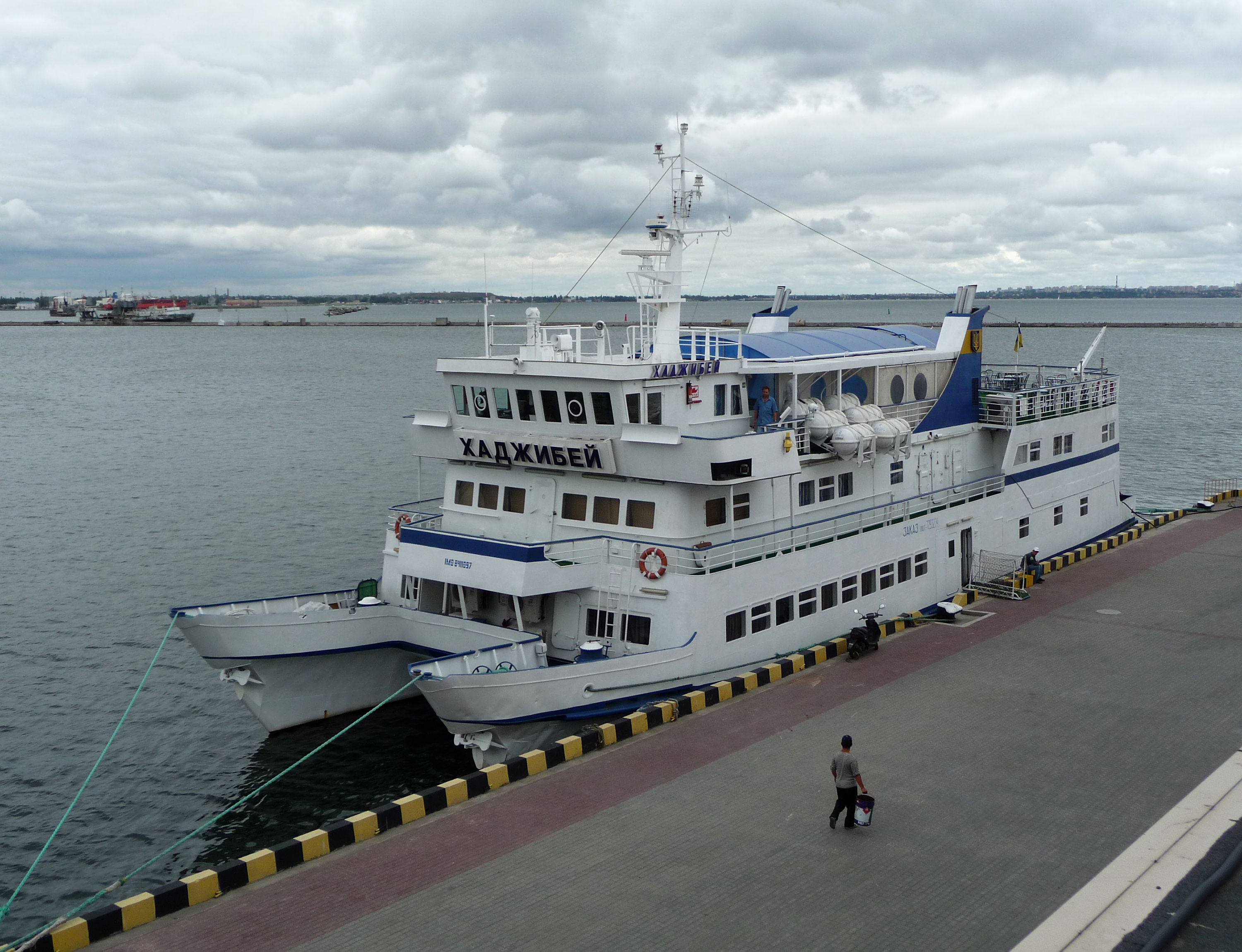
Один з причалів Одеського морського порту

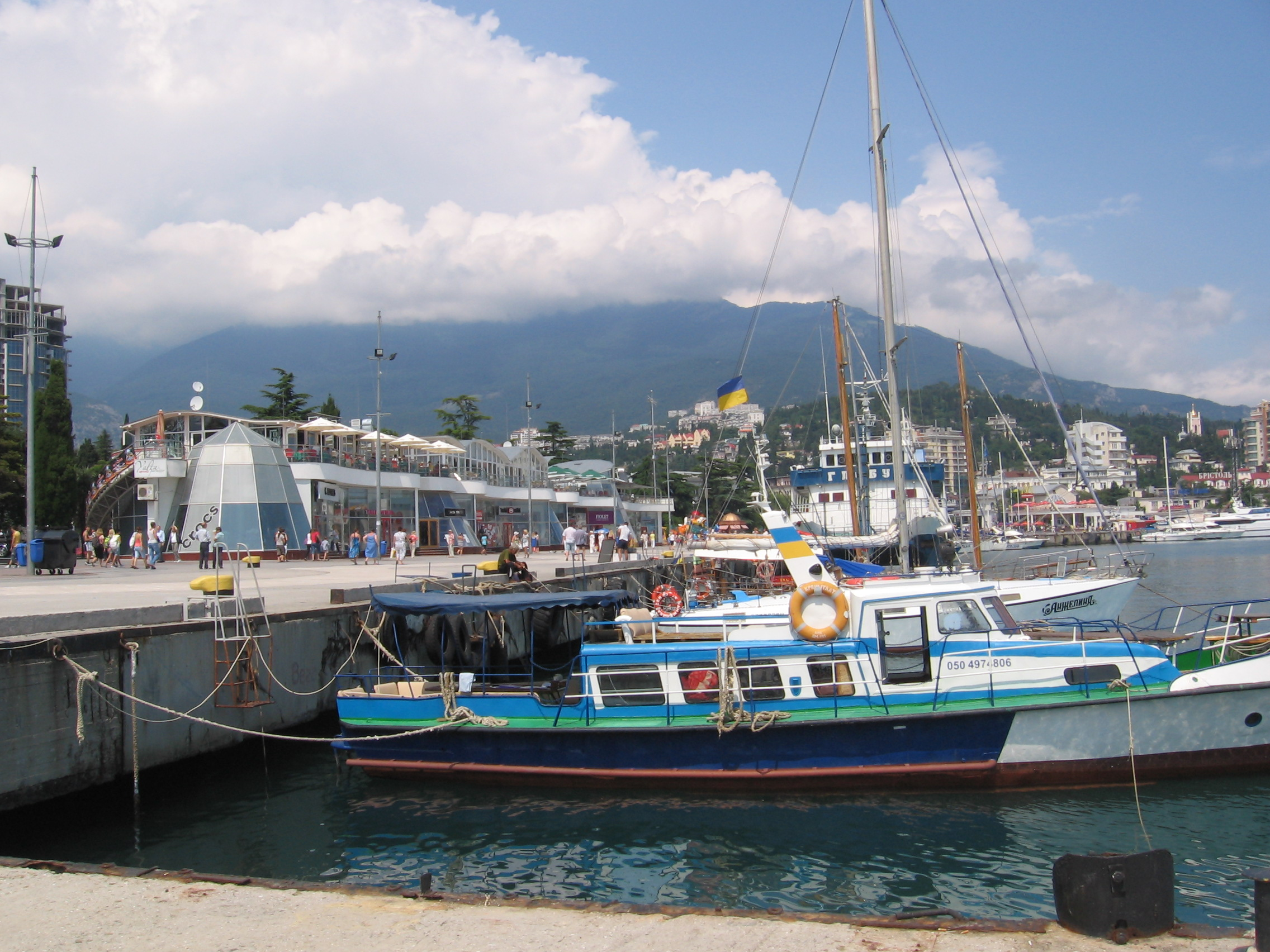
Ялта. Причал.

Прича́льні спору́ди (або прича́ли) — портові пристрої або гідротехнічні споруди, призначені для швартування суден, їх стоянки під час завантажувально-розвантажувальних робіт, посадки і висадки пасажирів та інших портових операцій.
Типи і конструкцію причалів визначають природні (геологічні, гідрологічні) і технологічні умови (глибини біля причалів, навантаження на них). Сукупність причальних споруд в порту утворює причальний фронт.

## Класифікація причальних споруд
За конструкцією найрозповсюдженішими є причальні споруди, які мають безпосередній зв'язок з основною територією порту — причали-набережні, які обрамляють територію порту, а також пірси і естакади — розташовані перпендикулярно або під кутом до берегової смуги двосторонні причали (зазвичай пірси розташовуються групами, утворюючи вздовж берега «гребінку», що дозволяє значно збільшити довжину причального фронту. Для обслуговування великотоннажних суден (переважно танкерів) отримали розвитку рейдові (перевантажувальні) стаціонарні причали та плавпричали.

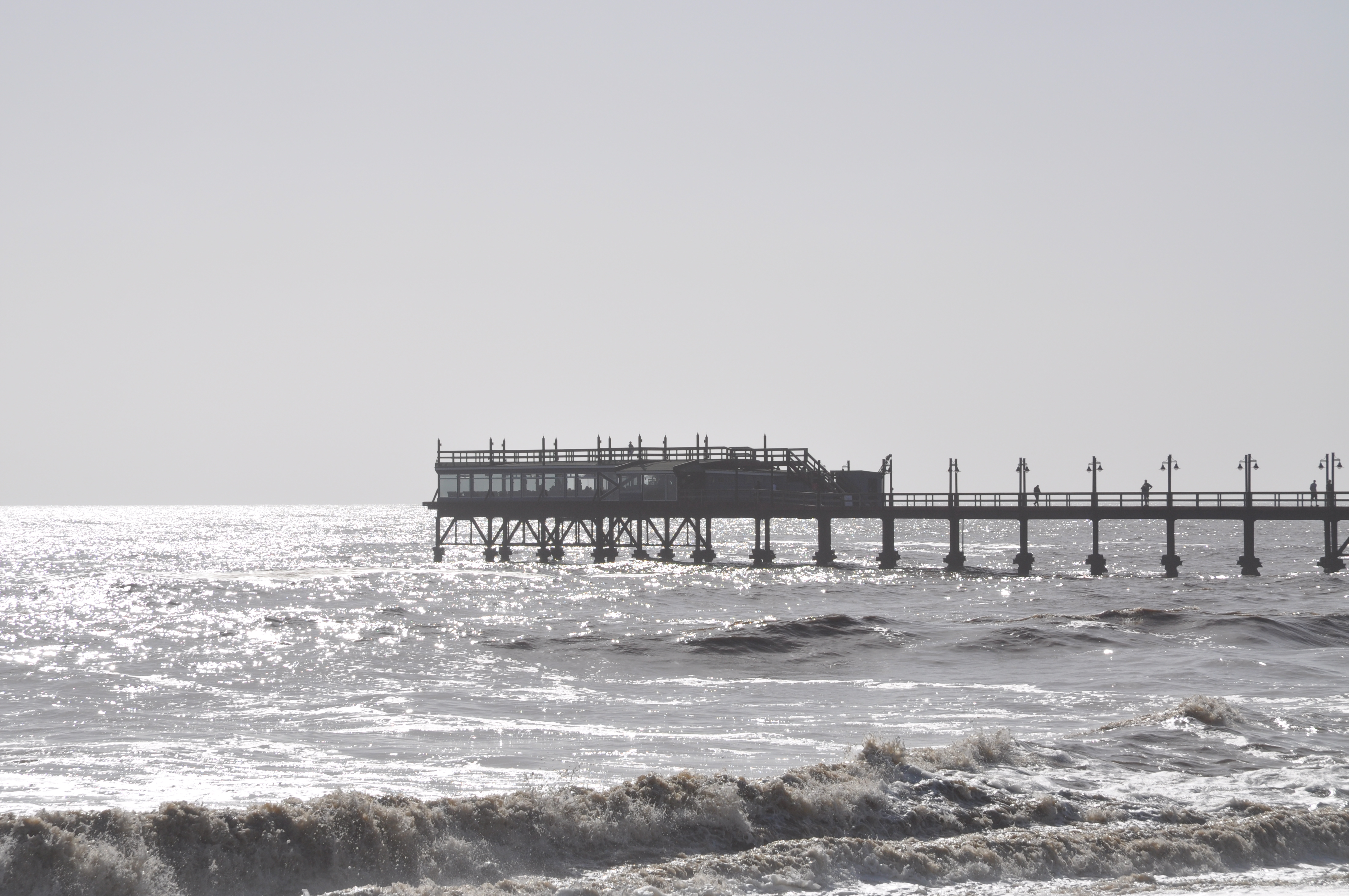
Дерев'яний пірс у Свакопмунде, Намібія

За капітальністю, в залежності від загальної висоти і значення (основне чи другорядне) причальні споруди діляться на чотири класи від I (морський, висота до 25 метри і більше) до IV (річковий).
За формою оброблення берега причальні споруди бувають вертикальні, укісного, напівукісного або напіввертикального профілів. Найзручніша з точки зору експлуатації форма — вертикальна, застосовувана практично у всіх портах. Напівукісні і напіввертикальні форми оброблення берега найчастіше використовуються на річках і водосховищах, причому напівукісні застосовують при тривалому стоянні низьких рівнів води, а напіввертикальні — при високих.
Залежно від геологічних умов причальні споруди можуть влаштовуватися як гравітаційні (при скельних ґрунтах), так і пальові (на слабких ґрунтах). Пальові причальні споруди бувають у вигляді тонкої, заанкереної стінки (больверка) з пальовим ростверком або як змішані на спеціальних підставах (опускних колодязях, кесонах тощо). В Україні найбільше розповсюдження мають причали-больверки, основною частиною яких є шпунтові стінки з залізобетонних або сталевих шпунтових паль.

## Матеріали, обладнання

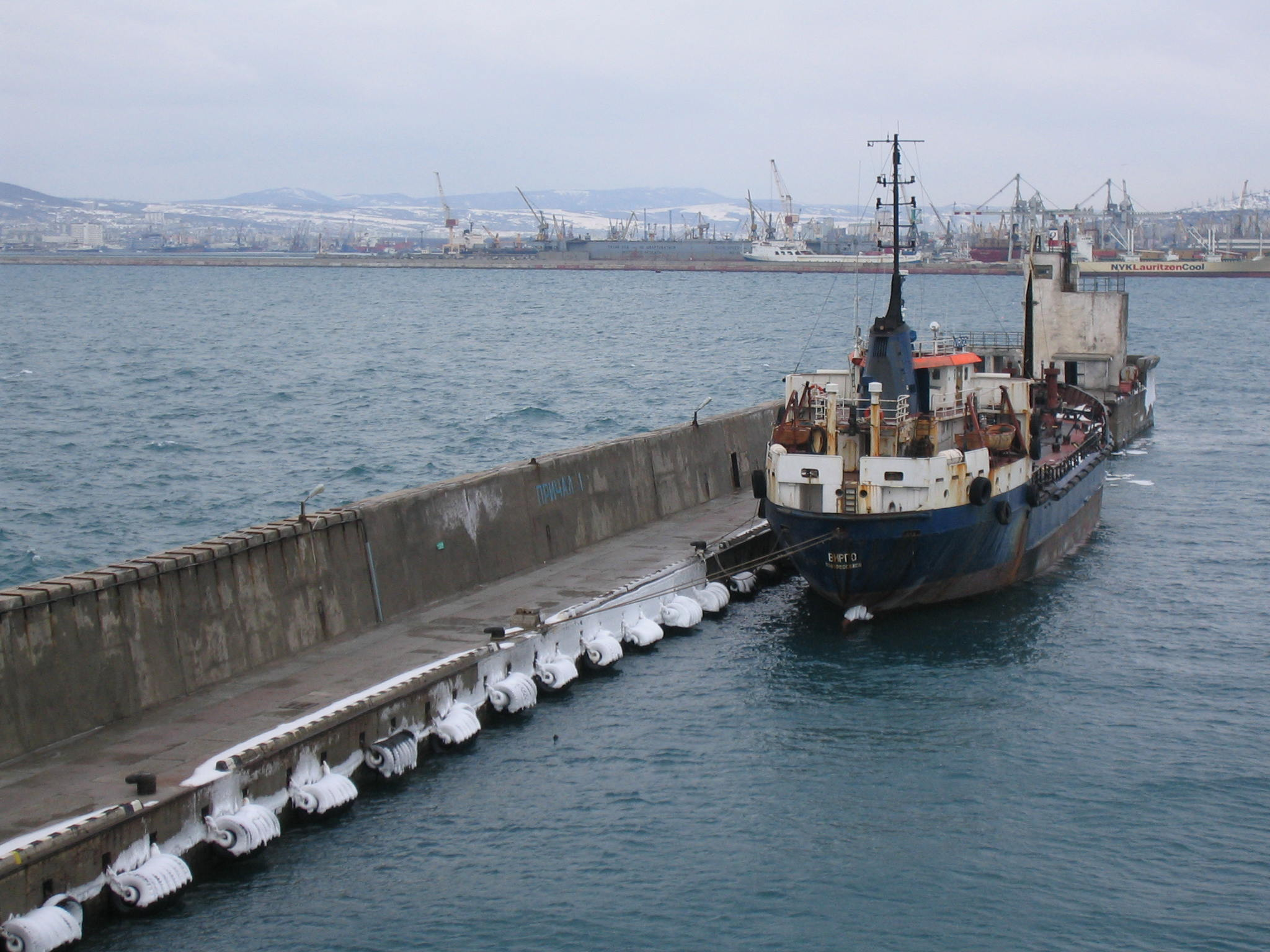
Обладнання причальної стінки в Новоросійському порту, Російська Федерація

При спорудженні причалів використовують різноманітні за властивостями матеріали: деревину, бетон, залізобетон, сталь. Часто причальні споруди виконують з різних матеріалів. Наприклад, основу з дерев'яних або металевих паль, а настил — залізобетонний. Однак найрозповсюдженішими є залізобетонні або бетонні конструкції. Легкі конструкції на дерев'яних палях мають відносно малий строк служби і застосовуються, зазвичай, як тимчасові споруди.
Для надійного та безпечного швартування суден причальні споруди мають відбійні і швартові пристрої — спеціальне обладнання, призначене для утримання судна під час стоянки. Характериним швартовним пристроями є чавунні або сталеві тумби (основні і штормові). Відбійні пристрої призначені для запобігання ушкодженню корпусу судна об причал під час швартування та стоянки. Вони являють собою своєрідну пружну прокладку між судном і причалом. Це можуть бути старі автопокришки, спеціальні гумові кранці. На причалах, які приймають великотоннажні судна, застосовують різноманітні гравітаційні, механічні, гідравлічні, гідропневматичні відбійні пристрої.
Місця стоянки, як правило, мають комунікації для підключення суден до портових систем електроживлення, водо- і теплопостачання, зв'язку і телекомунікацій.